# Bernhard Lackner

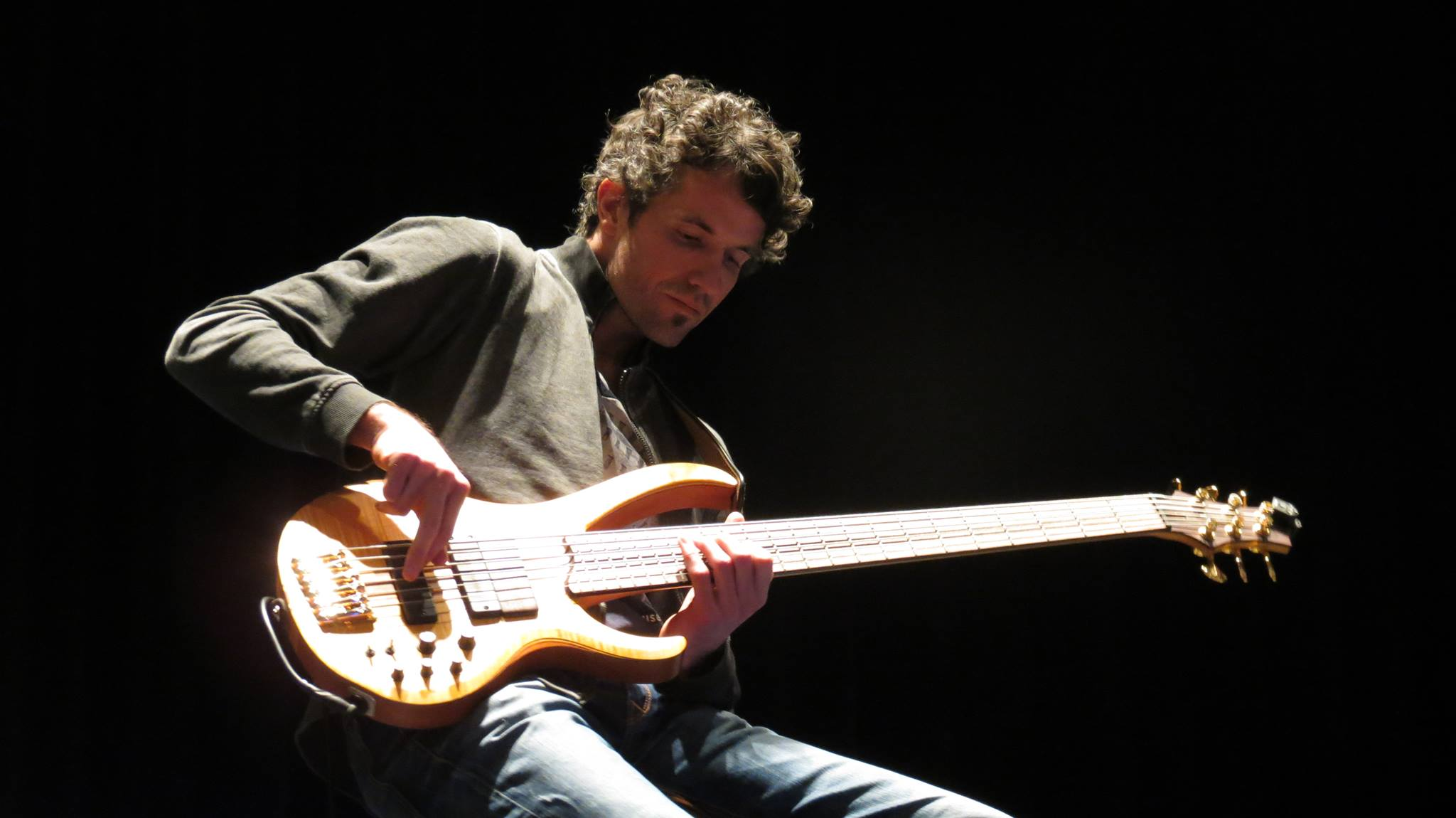
Bernhard Lackner (2015)

Bernhard Lackner (* 19. Juni 1981) ist ein österreichischer Bassist und Songwriter.

## Leben und Werk
Bernhard Lackner wurde  in Tirol geboren. Nach einer Ausbildung an der Anton Bruckner Privatuniversität in Linz lebte er für sieben Jahre in Nashville/USA. Dort arbeitete er mit Künstlern wie Mino Cinelu (Schlagzeug), Adam Holzman (Keyboard), Marco Minnemann (Schlagzeug), Horacio „El Negro“ Hernández (Schlagzeug), Adam Nitti (E-Bass), Jeff Coffin (Saxophon), Derico Watson (Schlagzeug), Chester Thompson (Schlagzeug), Pete Lockett (Schlagzeug).
Er trat auch bei Festivals, wie dem Eurobassday (Italien), Outreach Jazzfestival (Österreich), Namm Bass Bash (USA), Bassplayer Live (USA), der London Bass Guitar Show (England), dem Pasadena Bassday (USA), Groznjan Drumcamp (Kroatien), Bassday UK (England), European Bassday (Deutschland), Canadian Rockies Bass Bash (Kanada), auf.
Bernhard Lackner trat als Gastdozent am Berklee College of Music (Boston), Musicians Institute (Los Angeles), an der LA Music Academy (Los Angeles) und am Basscollective (New York) auf.
Seine Musik ist im Bereich des Fusion Jazz angesiedelt.
Weitere Projekte sind das „Bernhard Lackner Trio“ mit Ralf Gustke sowie das „Trio Der Liebe“ mit Felix Lehrmann und Nico Schliemann.
2012 eröffnete Bernhard Lackner seine eigene Bass Academy in Jenbach/Tirol. Er hat eine Serie an bass-play-along-Produkten veröffentlicht.

## Diskographie
- 2006  Those Days
- 2009  In Between
- 2011  Stories from Home
- 2014  Transition
- 2019  Halbweg

## Schriften
- 2010 Übungsband – Plucking Hand Workout[3]
- 2016 Bass play-along Buchreihe – Start Grooving, Step It Up, For The Brave